# Szurdoki napfénykolibri
A szurdoki napfénykolibri (Heliangelus strophianus) a madarak osztályának sarlósfecske-alakúak (Apodiformes) rendjébe és a kolibrifélék (Trochilidae) családjába tartozó faj.

## Rendszerezése
A fajt John Gould angol ornitológus írta le 1846-ban, a Trochilus nembe Trochilus strophianus néven.

## Előfordulása
Dél-Amerika északnyugati részén, az Andok-hegységben, Ecuador és Kolumbia területén honos. Természetes élőhelyei szubtrópusi és trópusi hegyi esőerdők és cserjések.

## Megjelenése
Testhossza 11 centiméter, testtömege 5,3 gramm.

## Természetvédelmi helyzete
Az elterjedési területe kicsi, egyedszáma ugyan csökken, de még nem éri el a kritikus szintet. A Természetvédelmi Világszövetség Vörös listáján nem veszélyeztetett fajként szerepel.